# Грузинцева, Нина Александровна
Ни́на Алекса́ндровна Грузи́нцева (7 апреля 1934, Ленинград — 17 октября 2021, Великий Новгород) — советская гребчиха-байдарочница; Чемпионка Европы и мира, 19-кратная чемпионка СССР, участница летних Олимпийских игр в Токио. Выступала за спортивное общество «Спартак», заслуженный мастер спорта СССР (1962).

## Биография
Нина Грузинцева родилась 7 апреля 1934 года в Ленинграде, однако в детстве, в годы Великой Отечественной войны из родного Ленинграда вместе с родителями переехала сначала в Пестово, а в январе 1944 года — в Новгород (ныне Великий Новгород), сразу после его освобождения от врага. Её отец Александр получил жильё — барак на Боровичской улице, а мать устроилась техническим работником в областную газету «Новгородская правда». 
В послевоенные годы Нина участвовала в восстановлении разрушенного города, уже во время учёбы в седьмом классе школы поступила на лесопильный завод, где работала в три смены.
Активно заниматься греблей начала в возрасте пятнадцати лет, проходила подготовку под руководством заслуженного тренера Ольги Ильиной, с которой первое время выступала вместе в одной лодке. Состояла в новгородской команде добровольного спортивного общества «Спартак». 
Первого серьёзного успеха добилась в 1955 году, когда на взрослом всесоюзном первенстве завоевала золотую медаль в зачёте байдарок-двоек на дистанции 500 метров, а также получила золотую награду на V всемирном фестивале молодёжи и студентов в Варшаве.
Год спустя вновь стала национальной чемпионкой, одержав победу в эстафете 4 × 500 м. Ещё через год попала в основной состав советской гребной сборной и побывала на чемпионате Европы в бельгийском Генте, откуда привезла медаль золотого достоинства, выигранную среди двоек в полукилометровой гонке. В 1958 году на чемпионате мира в Праге в паре с Марией Шубиной одолела всех соперниц на пятистах метрах, заслужив, таким образом, титул чемпионки мира. За это достижение по итогам сезона удостоена почётного звания «Заслуженный мастер спорта СССР».
В 1959 году экипажи Нины Грузинцевой дважды были лучшими в зачёте национального первенства, среди двоек на 500 метров и в эстафете, тогда как на европейском первенстве в немецком Дуйсбурге она добыла с двойкой серебро. В следующем сезоне добавила в послужной список золото среди четвёрок на половине километра и защитила чемпионское звание в двойках. Нина представляла страну в 1961 году на чемпионате Европы в польской Познани, где попала в число призёров во всех трёх женских дисциплинах, причём в программах К-2 500 м и К-4 500 м поднялась на верхнюю ступень пьедестала, став трёхкратной чемпионкой Европы.
На чемпионатах СССР с 1959 по 1964 годы Нина Грузинцева неизменно была победительницей среди двоек в полукилометровых заплывах, кроме того, в 1960, 1962, 1963 годах побеждала также с четвёркой, а в 1961, 1963 и 1964 годах добивалась победы в эстафетных гонках одиночек. Благодаря череде удачных выступлений удостоилась права защищать честь страны на летних Олимпийских играх в Токио — вместе со своей титулованной партнёршей Антониной Серединой боролась за медали на дистанции 500 метров, однако в конечном счёте финишировала лишь четвёртой, уступив лидерство немецкому, американскому и румынскому экипажам.
После токийской Олимпиады Грузинцева осталась в основном составе советской национальной команды и продолжила принимать участие в крупнейших международных регатах. В 1965, 1967 и 1968 годах она вновь становилась чемпионкой всесоюзного первенства на полукилометре среди четырёхместных байдарок. В конце 1960-х годов приняла решение завершить карьеру спортсменки и перешла на тренерскую работу. Проживала в Великом Новгороде.
Работала тренером по гребле на байдарках и каноэ в новгородской специализированной детско-юношеской школе олимпийского резерва. Как судью Всесоюзной категории Грузинцеву в течение многих лет Госкомспорт СССР приглашал к работе на всесоюзные и международные соревнования, а в 1980 году она была включена в состав судейского корпуса Олимпийских игр в Москве. Она Почётный гражданин Великого Новгорода (с 2013 года). 
Скончалась 17 октября 2021 года на 88-м году жизни в Великом Новгороде.